# Conops stuckenbergi
Conops stuckenbergi är en tvåvingeart som beskrevs av Camras 1962. Conops stuckenbergi ingår i släktet Conops och familjen stekelflugor.
Artens utbredningsområde är Madagaskar. Inga underarter finns listade i Catalogue of Life.